# Thelypodium milleflorum
Thelypodium milleflorum är en korsblommig växtart som beskrevs av Aven Nelson. Thelypodium milleflorum ingår i släktet Thelypodium och familjen korsblommiga växter. Inga underarter finns listade i Catalogue of Life.

## Bildgalleri

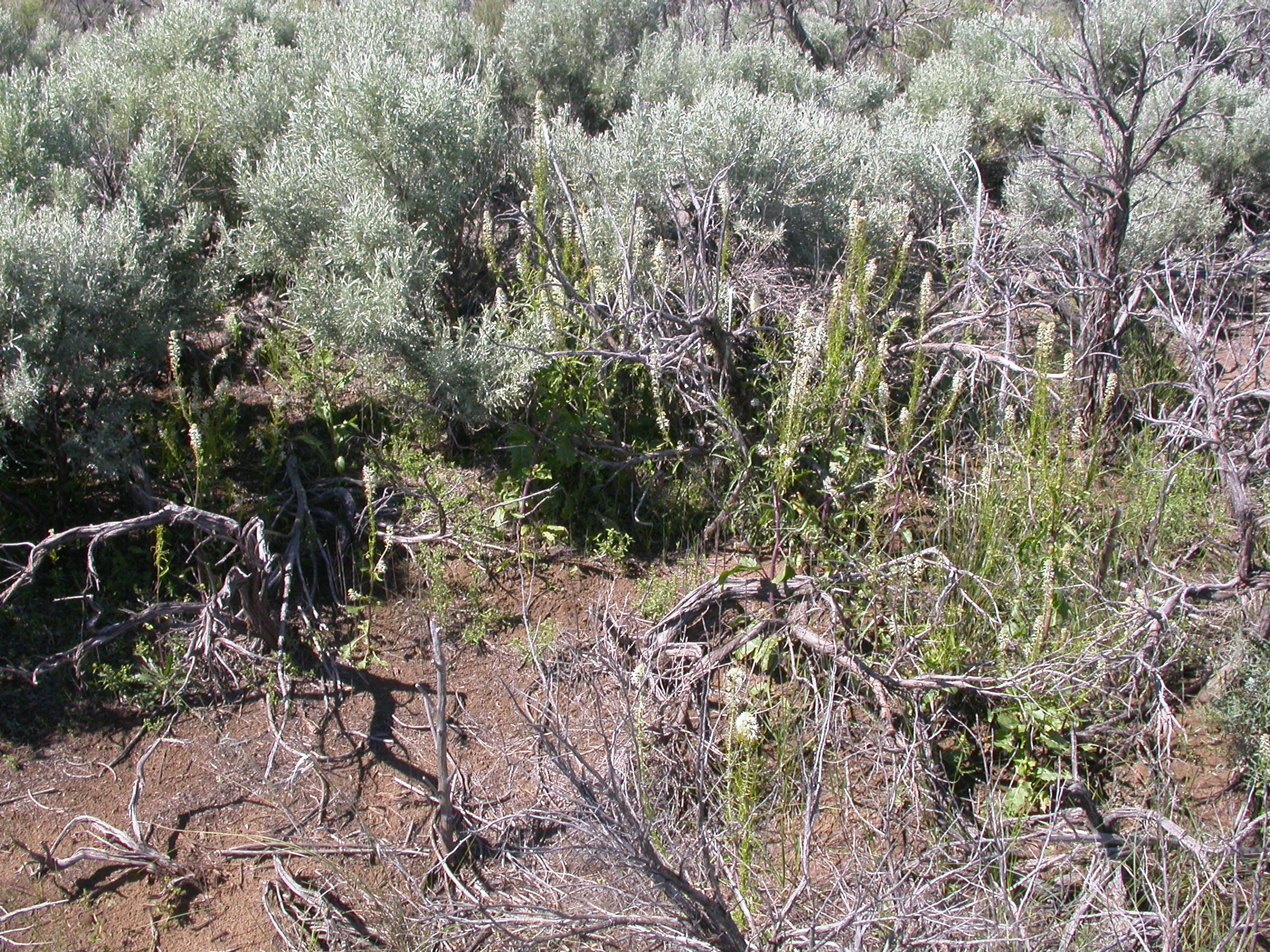
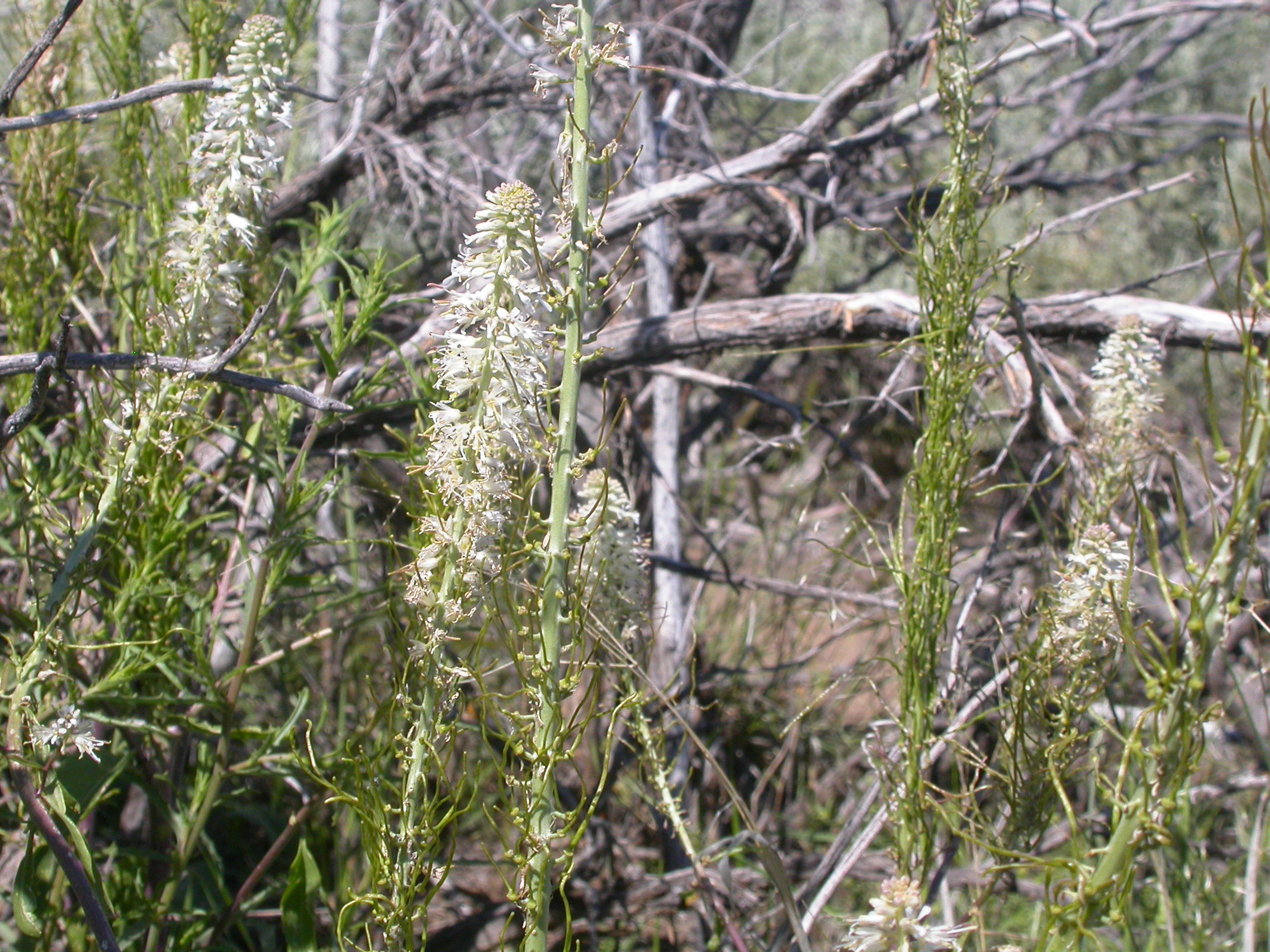
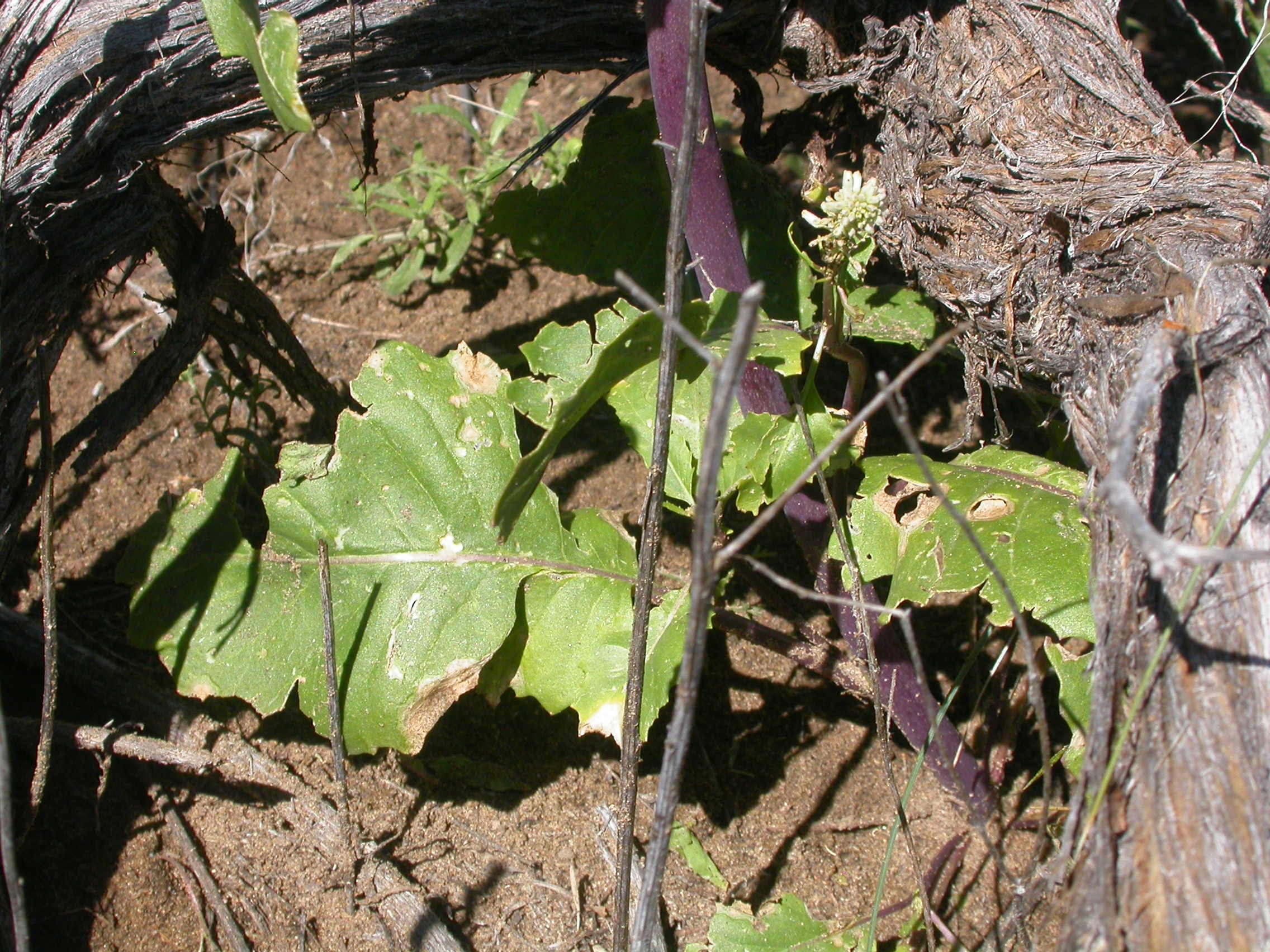
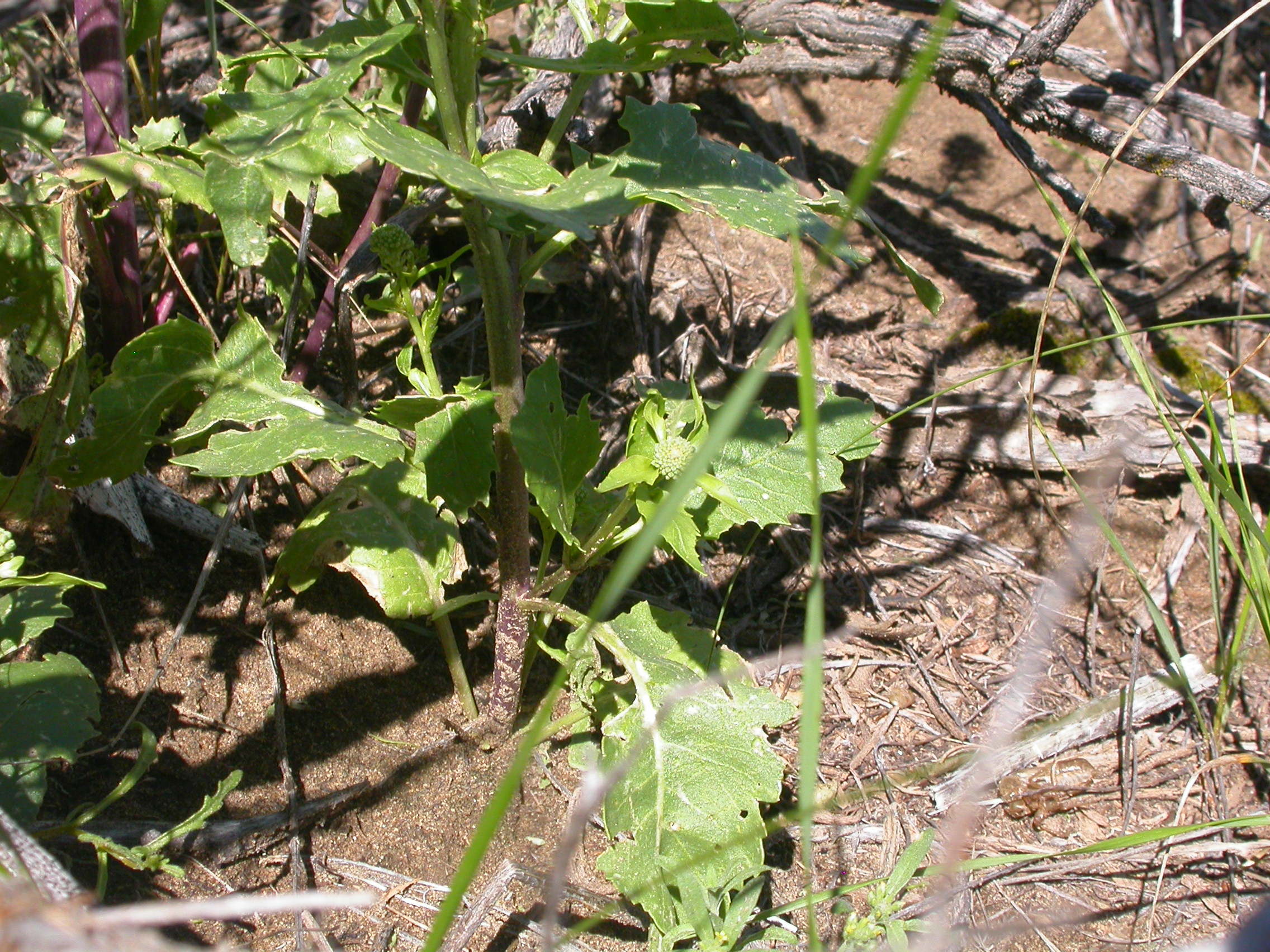
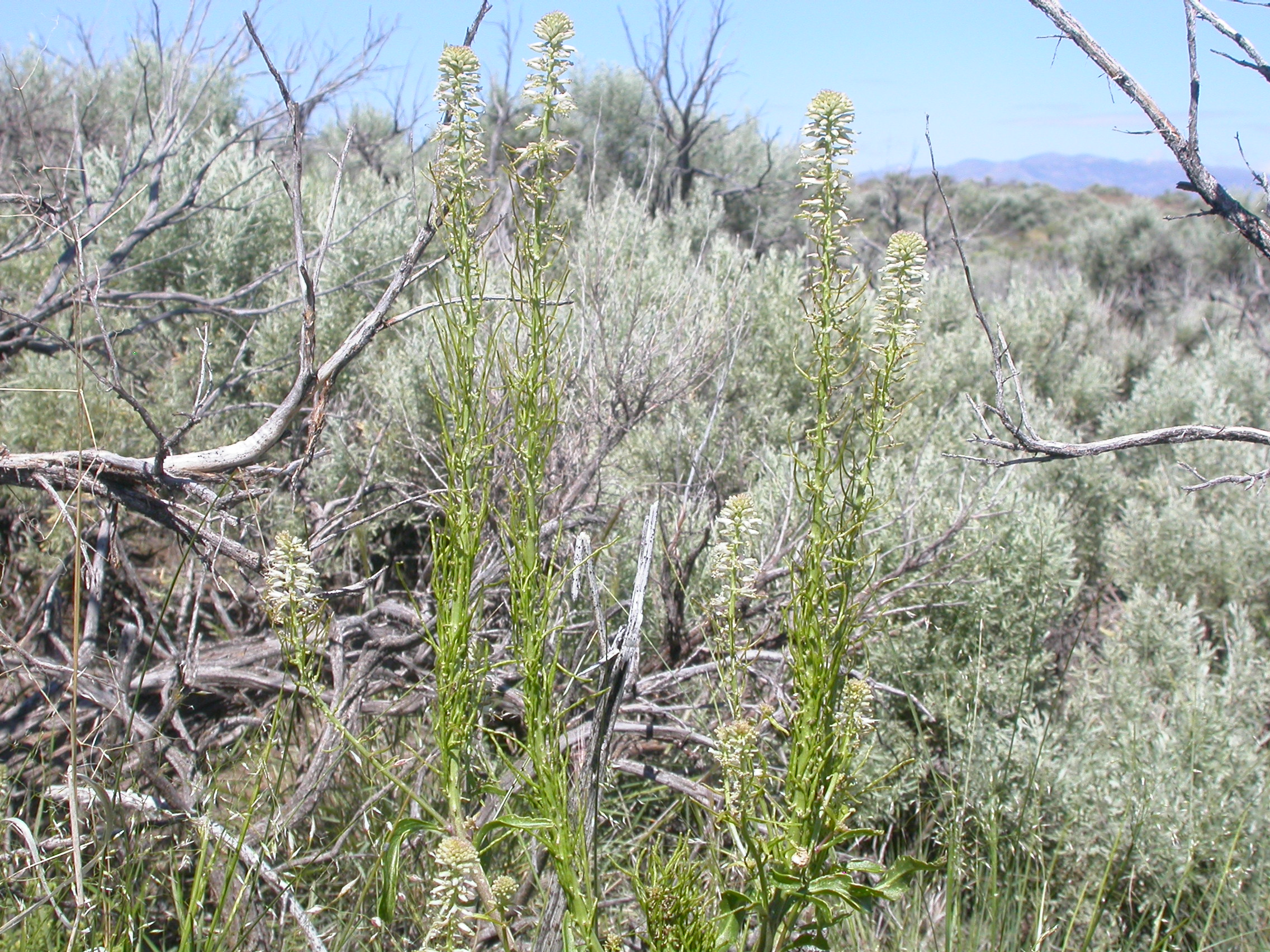
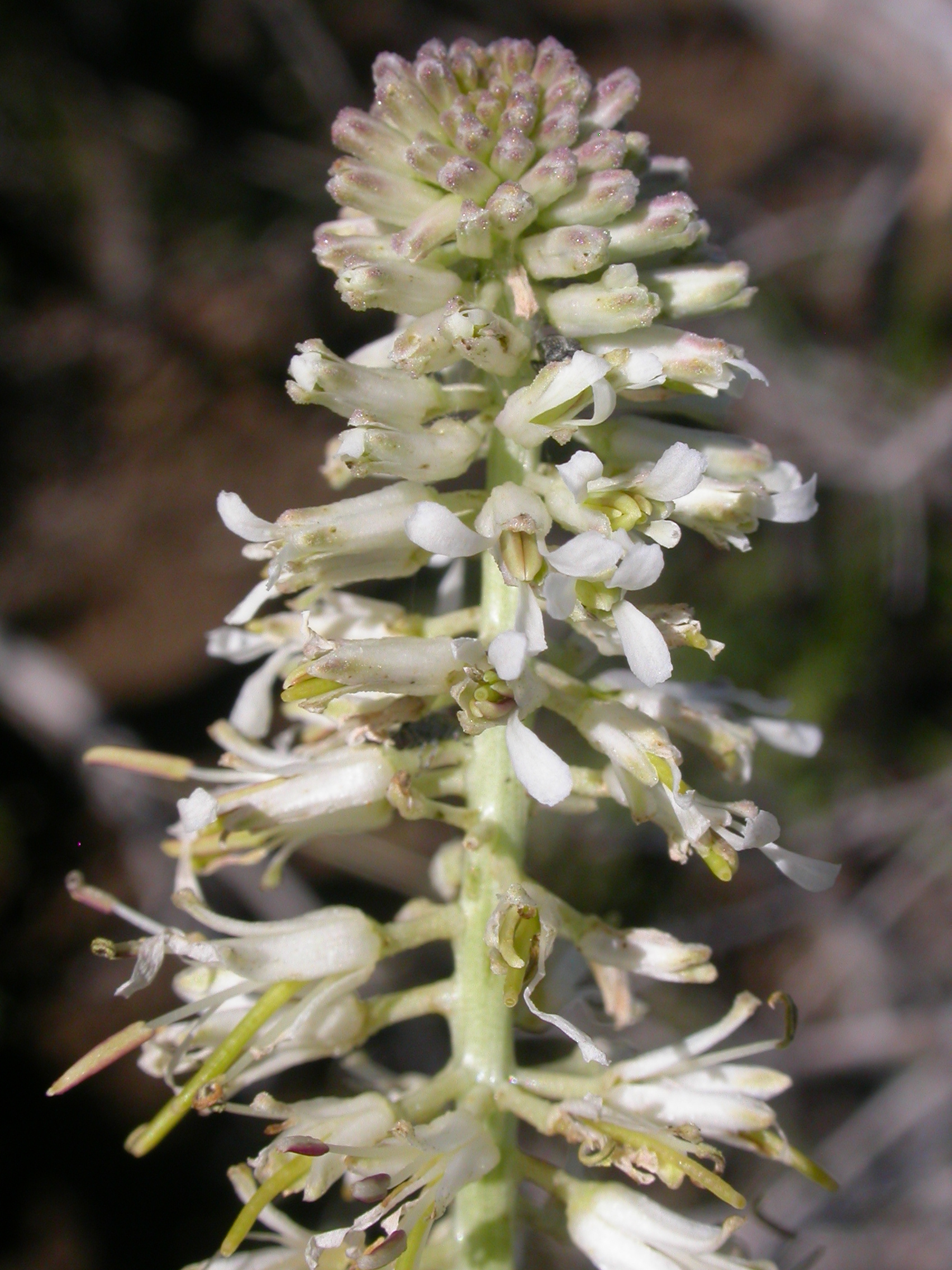